# 西姆科 (阿拉巴馬州)
西姆科（英語：Simcoe）是一個位於美國阿拉巴馬州卡爾曼縣的非建制地區。該地的面積和人口皆未知。

## 地理
西姆科的座標為34°13′27″N 87°44′04″W / 34.22416°N 87.73444°W，而該地最高點為海拔高度289米（即948英尺）。